# فرانك لويد رايت

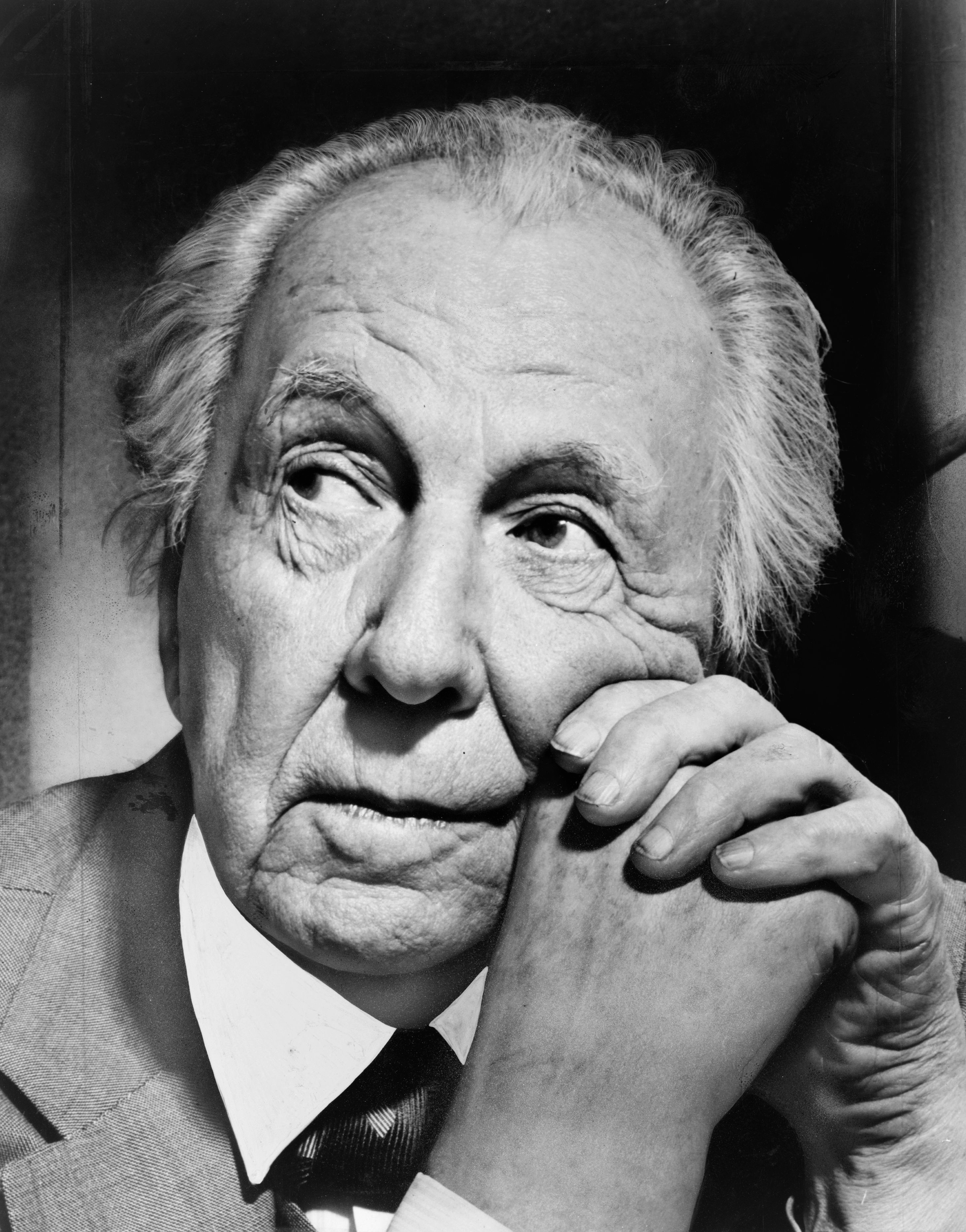
فرانك لويد رايت

فرانك لويد رايت (8 يونيو، 1867 - 9 أبريل، 1959)، (بالإنجليزية: Frank Lloyd Wright) كان واحدا من المعماريين الرائدين والأوائل في النصف الأول من القرن العشرين. حتى الآن هو الأشهر عبر تاريخ أمريكا وما زال معروفا سواء بالنسبة للعامة أو المتخصصين.

## فلسفته وإتجاهه المعماري
يعتبر رايت المبتكر لمجموعة من الأفكار للتخطيط العمراني مجمعة تحت عنوان "مدينة برواداكر  Broadacre City"، وقدم فكرته هذه في كتابه «المدينة المختفية The Disappearing City»، كشف في حينها عن نموذج ضخم (3.6 * 3.6 متر مربع) لتصوره عن المدينة المستقبلية التي يتخيلها، وظل يعرضه في العديد من المحافل التي يذهب لها في السنوات اللاحقة، وظل أيضا يطور في فكرته هذه حتى وفاته في عام 1959م.
مارس رايت ما يسمى بالعمارة العضوية، وهو ما يقصد يتطوير الشكل المعماري للمبنى وبنائه تبعا للبيئة المحيطة وما كان يهم رايت في الغالب هو علاقة ما سبق باحتياجات العميل.

## فرانك لويد رايت رائد العمارة العضوية
مبادئه الفلسفية:
- المبنى من الطبيعة واليها أي أنه يتفق مظهره الخارجي وتكوينه الداخلي مع صفته وطبيعته مع الغرض الذي أنشئ من أجله في زمان معين ومكان بالذات.
- المرونة في التصميم وقابلية المبنى للامتداد المستقبلي والتغيير للوظيفة عند الرغبة.
- يتم تصميم المبنى من الداخل إلى الخارج وليس بالعكس.
- إعجابه بالطبيعة واستخدامه لموادها على طبيعتها: فجمال الطوب في كونه طوباً وجمال الخشب في كونه خشباً، (من الطبيعة وإليها).
- تشكيله أبنية تناسب عصره وتأكيده على أن الشكل يتبع الوظيفة.
- استخدام التدعيمات الخرسانية، فبدلاً من أن يقاوم البناء الزلازل يهتز معها، واستعمال الخوازيق المخروطية واستعمال البروزات.
- التخطيط للمسقط الأفقي الحر (المفتوح).

مبادئه التطبيقية:
- الفراغ هو كل شيء وهو أساس التصميم.
- استخدام الشبكات التصميمية (المديول)

## أهم أعماله
- منزل أدجار كوفمان المسمى فيلا فولينوتر (بالإنجليزية: Falling water) في بيرون ببنسلفانيا، استخدم فيه التضاد في الملمس حيث أن جدرانه من حجر الكلس الغير مهذب وضعت بالتضاد مع كتل صقيلة من الاسمنت الأبيض والحديد والزجاج اللامع. أقيم المنزل وسط غابة أشجار عالية يخترقها جندول ماء شديد الانحدار مكونا شلالاً وسط الصخور الضخمة وببناءه هذا ربط الخطوط الأفقية للخرسانة بالخطوط الرأسية للحوائط والفتحات الزجاجية وسيقان الأشجار في الغابة.
- مبنى شركة جونسون للشمع 1936م، ويتضح في صالته الداخلية الأعمدة الرفيعة الرشيقة (التي تشبه فطر عيش الغراب) والتي أشبه ما تكون بالزهور البرية القائمة على أعوادها، أما برج المعامل لنفس الشركة فقد عبر عن الشجرة بساقها وأفرعها أو أوراقها فكانت زجاجاً.
- منزل فريدريك روبي في شيكاغو، نفذ عام 1908-1909م ويعد أجمل منازل البراري التي تعبر عن شخصية رايت.
- متحف سولومون غاغينهايم الحلزوني - نيويورك صمم عام 1945م ونفذ عام1959م، إتبع فيه الشكل يتبع الوظيفة وحاول فيه لفت نظر الزائر للمتحف إلى اللوحات الفنية والتحف المعروضة خلال طبقات المتحف المختلفة مع تسهيل الإنارة الطبيعة عن طريق القبة العلوية فوق المبنى.
- مشروع كنيسة التوحيديين (بالإنجليزية: WISCONSIN TOWN) نفذ عام1887م، وهو أول أعمال رايت المنفردة منذ بدايته حيث استخدم فيه أحجار الدبش الخشنه لتجسيد الرهبة والجمال المرغوبان.
- فيلا موريس الواقعة على قمة صخرية بارتفاع شاهق وبأسلوب أنيق.
- المتجر الزجاجي.
- دار أوبرا شيكاغو.

## طابع فرانك لويد رايت
- تحرير المساقط الأفقية

اعتمد فرانك لويد الحرية في المساقط الأفقية، فقام بتحريرها من القيود والقواعد والأشكال الهندسية، فاختفت تلك الحسابات والاصطلاحات والقوانين الخاصة بالتشكيل والإنشاء بل إنها أصبحت عوامل ثانوية لدية فكان الشكل يتبع الوظيفة، وليس الهدف إنشاء مبنى يمثل فكرة هندسية فراغية، كان فرانك يتعامل مع المسقط بانسيابية رائعة فيجعل التكامل والتجانس أساس له، ونجد ذلك في مساقطه حيث كل فراغ يكمل الأخر كوحدة كاملة.
عشق رايت تجديل وتشبيك الوحدات بطريقة رائعة وبأسلوب رائع وتعبيري دقيق، أحيانا كان يوزع الوحدات أو يجمعها حول عنصر معماري هام مثل ركن المدفأة أو السلم الداخلي، أو احترامه للمناسيب الأرض طبيعية وتعامله معه بدراسة ذلك الفراغ ومحيطه.
- التكوين الإنشائي للمبنى

أشتهر بالبساطة فهو صاحب القول المعروف «فيحث تكفي ثلاثة ارطال...فخمسة سمنة زائدة»
التكوين الإنشائي كان طابع فرانك في كل مبانية التي تزيد عن 600 مشروع، فلو أخذنا مثلا تلك البلاطات الخرسانية المسلحة البارزة صريحا وجريئا أو تلك الأسطح المرفرفة على الواجهات لتظليلة وحماية للفرندات الخشبية من العوامل الجوية.
كان فرانك يستوحي النظام الإنشائي لمبانيه من الطبيعة فمثلا لو لاحظنا التكوين الإنشائي لمصنع جونسون للشمع ذات الأعمدة الكثيرة نجد انه استوحى ذلك من زهرة «بهجة الصباح» التي تتألف من خمسة أضلاع مقوسة تتشعب من المركز، وهي بمثابة دعامات ضلعية منحنية.
نأخذ مثلا تلك البلاطات الخرسانية المسلحة البارزة بروزا صريحا وجريئا، وتلك الأسطح المرفرفة على واجهات المبنى لتظليلة وحماية للفرندات الخشبية من العوامل الجوية، مثل ذلك كمثل النباتات المورقة التي تنتشر أوراقها من فروعها لكي تظل وتحمي ما تحتها، أو ما نلاحظه من ذلك التغيير الواضح في الفتحات والشبابيك وتعددها وتنوعيها وطريقة توزيعها مثل ذلك كمثل القوانين الطبيعية التي تتكرر من خلال نفسها، أو ما نلمسه من وجود العلاقة الصريحة بين الشكل والحجم الخارجي وبين هذه التفاصيل، فنرى بأنه كلما ارتفع الحجم عن سطح الأرض إلى أعلى كلما صار خفيفا خاليا من التعقيد، وعندئذ تزداد التفاصيل وضوحا وظهورا للعين.
وأخيرا ذلك التوسع الجريء الصريح للسقف العلوي الذي ينشر رفرفته على حوائط المبنى كالشجرة المورقة فيقف المبنى مائلا أمام العين يناضل خط الأفق في مظهر رائع وجذاب تحتضنه الطبيعة لان يعيش في وفاق ووئام معها.

## روابط خارجية
- فرانك لويد رايت على موقع IMDb (الإنجليزية)
- فرانك لويد رايت على موقع الموسوعة البريطانية (الإنجليزية)
- فرانك لويد رايت على موقع مونزينجر (الألمانية)
- فرانك لويد رايت على موقع ميوزك برينز (الإنجليزية)
- فرانك لويد رايت على موقع إن إن دي بي (الإنجليزية)
- فرانك لويد رايت على موقع ديسكوغز (الإنجليزية)